# 八王子未来学
八王子未来学（はちおうじみらいがく）は、日本の産学連携機関。文部科学省2008年度戦略的大学連携支援事業。

## 概要
学園都市である八王子市の特色を生かし、八王子市に本部やキャンパスを設置している大学及び高等専門学校の連携による教育研究プロジェクトである。八王子市地域における地域密着型教育や、同地域が抱える課題や要望に関する研究を主に行う。また、位置づけとしては2009年に設立された大学コンソーシアム八王子におけるコア事業である。2011年3月末に国による事業期間は終了した。

## 業績
主な活動業績は、次のとおりである。
- 「八王子未来学キックオフセミナー開催」、2008年
- 「大学教育改革プログラム合同フォーラムポスターセッション参加」、2009年
- 「八王子未来学公園見学会開催」、2009年
- 「つくばチャレンジ2009参加」、2009年
- 「第10回先端技術セミナー 八王子未来学カンファレンス開催」、2010年